# Посольство

Консульский отдел посольства Греции в Москве

Посо́льство — дипломатическое представительство, возглавляемое послом.
Этому виду дипломатического представительства соответствуют представительства Святого престола (Ватикана) — нунциатуры и интернунциатуры, возглавляемые соответственно нунцием и интернунцием, а также представительства, которыми обмениваются государства Содружества наций.

## Структура посольства
Организационная структура любого посольства строится по давно сложившейся схеме, хотя сильно зависит от государства, размера самого посольства, числа сотрудников, финансирования и так далее.

### Руководитель посольства
Обычно должность занимает Чрезвычайный полномочный посол. В его обязанности входит: переговоры от имени своего государства, подписание договоров.

### Заместитель посла (второе лицо)
Второе лицо исполняет обязанности главы дипломатической миссии (дипмиссии) в случае отсутствия посла в государстве или стране и замещает посла, когда его нет. В таком случае второе лицо обладает всеми обязанностями посла, но без ряда присущих только послам прав и привилегий (например, к нему не могут обращаться «Ваше превосходительство», в дипломатической службе это обращение только к послу). В крупном посольстве, как правило, роль второго лица выполняет сотрудник в должности советника-посланника (англ. Minister-Counsellor). В наиболее крупных посольствах советников-посланников может быть два и больше, но только один из них официально является заместителем главы дипмиссии.
Но в маленьких посольствах, где могут быть всего три-четыре дипломата, должности советника-посланника может не существовать и тогда вторым лицом является сотрудник, следующий за послом по должности. Это обычно советник или старший советник, но иногда даже первый секретарь. В российской дипломатической службе случаи, когда вторым лицом является дипломат в должности ниже советника, весьма редки, но в посольствах других государств, особенно небольших, это бывает довольно часто.

### Сотрудники посольства
Далеко не каждый сотрудник посольства — дипломат. В любом посольстве обязательно присутствует большое количество вспомогательного, технического состава (рабочие высокой квалификации, охрана, служащие хозяйственной части, водители, в крупных посольствах ещё и повара и так далее). В любом посольстве также присутствует несколько человек, обслуживающих передачу шифрованной информации. Соответственно, дипломатов, то есть сотрудников МИД, имеющих дипломатические паспорта и облечённых дипломатическим иммунитетом, в посольстве обычно бывает не больше трети от общей численности сотрудников (не считая членов семей). Наименее ответственные технические должности — уборщиков, рабочих невысокой квалификации — могут занимать как граждане государства или страны пребывания, так и члены семей сотрудников, принятые на эту работу уже «на месте».
Дипломатические должности в посольстве, в соответствии с устоявшейся международной практикой, следующие (в порядке убывания старшинства), помимо посла и следующего за ним советника-посланника:
- старший советник.
- советник.
- первый секретарь.
- второй секретарь.
- третий секретарь.
- атташе.
- секретарь-референт — не имеет дипломатического паспорта, но обладает дипломатическим иммунитетом. Это должность, с которой молодой сотрудник МИД часто начинает свою карьеру. В дипломатической службе большинства государств и стран такой должности не существует. В советское время в дипломатической службе Союза ССР существовали также ещё более младшие должности дежурного референта и референта-переводчика, но в настоящее время они фактически отменены (для перевода привлекается обычно кто-то из младших дипломатов, в российских посольствах специальной должности переводчика нет).

В дипломатической службе некоторых государств (в основном небольших и/или слаборазвитых) должностей ниже второго секретаря часто нет вообще.

### Группы

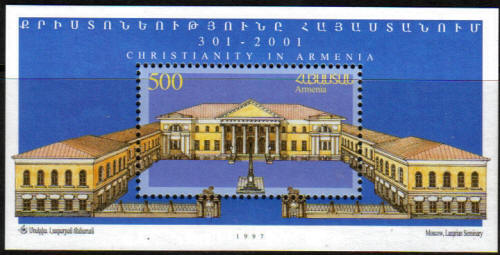
Посольство Армении в Москве на почтовой марке Армении 1997 года

Сотрудники крупного посольства разделены, как правило, на несколько групп (иногда называемых секциями), занимающихся определённой проблематикой страны, в которой находится посольство. Как правило, существуют группы:
- внешней политики
- экономических вопросов
- внутренней политики
- двусторонних отношений, то есть отношений страны пребывания со своей страной
- двустороннего культурного сотрудничества
- консульский отдел, занимающийся обслуживанием граждан своей страны на территории страны пребывания, решением их проблем в рамках законодательства и оформлением документов (паспорта, нотариальные документы, справки и др.) и выдачей виз. Консульский отдел посольства следует отличать от консульства, которое является отдельным от посольства учреждением. Если посольство находится в столице, то консульство — в другом крупном городе, но не в том, в котором посольство. Так, например, в Канаде существует посольство России в Оттаве, в котором есть консульский отдел, но генеральные консульства России находятся в Монреале и Торонто. Консульский отдел посольства может находиться в отдельном здании, часто далеко от основного здания посольства, но даже в этом случае он не называется консульством.

Во главе группы стоит сотрудник как правило в должности старшего советника, советника или первого секретаря (опять же, дипломатический ранг может отличаться от занимаемой должности, например у советника может быть ранг первого секретаря первого или второго класса. При назначении руководителем группы играет роль только должность, а старшинство по рангу может приниматься в расчёт лишь иногда, только при наличии других сотрудников с такой же должностью). В группы обычно входят, помимо руководителя, 3-5 сотрудников в различных должностях, редко больше.
Если посольство небольшое, с малым числом персонала (это относится обычно к посольствам в маленьких странах, не имеющих большого политико-экономического значения), то групп может быть меньше, или не быть вовсе — в таком случае один и тот же сотрудник может заниматься самым широким кругом вопросов. Однако консульскими вопросами всё равно занимается, как правило, специально выделенный сотрудник, свободный от остальных поручений.
Аппарат военного атташе (военный атташат) также является частью посольства. Общее руководство военным атташатом осуществляет посол, но непосредственное — военный атташе. В данном случае атташе — обозначение высшего военного представителя. Эту должность следует отличать от дипломатического атташе — самой низкой дипломатической должности (однако главу группы культурного сотрудничества в должности, скажем, советника, могут называть атташе по культуре).

## Постоянные представительства
Помимо посольств, существует и другой вид дипломатических миссий — постоянные представительства при крупных международных организациях. Так, у России есть постоянное представительство при ООН в Нью-Йорке, постоянное представительство при международных организациях в Вене и т. д.
Структура постоянных представительств в целом та же, что и у посольств, только занимаются они проблемами не страны пребывания, а деятельности соответствующей международной организации. Во главе такой дипмиссии стоит постоянный представитель России — на практике, как правило, приравнивающийся к послу.

## Венская конвенция о дипломатических сношениях
Венская конвенция о дипломатических сношениях —  международный договор определяющий порядок установления дипломатических отношений, аккредитования главы дипломатического представительства и прекращения его функций, уведомление МИД государства пребывания о назначении, прибытии и убытии сотрудников представительства и членов их семей, устанавливает классы глав представительств, определяет дипломатические привилегии и иммунитеты; принят 18 апреля 1961 года в Вене на Конференции ООН по дипломатическим сношениям и иммунитетам, вступил в силу 24 апреля 1964 года.

## Венская конвенция о консульских сношениях
Венская конвенция о консульских сношениях — международный договор принятый на Конференции Организации Объединённых Наций по консульским сношениям в Вене 24 апреля 1963 года и вступивший в силу 19 марта 1967 года.